# Kepler-154
Kepler-154 is een ster in het sterrenbeeld Zwaan (Cygnus). De ster is een type G en heeft vijf bevestigde exoplaneten. De ster is even groot als de Zon en ligt op een afstand van 2880 lichtjaar. 

## Planetenstelsel
Het planetenstelsel van de ster werd ontdekt door de Kepler-ruimtetelescoop van NASA en bevestigd in 2014. Toen werden er twee exoplaneten, Kepler-154 b en c, bevestigd door middel van transitiefotometrie. In 2016 werden Kepler-154d, e en f bevestigd.
| Planeet | Massa | Halve lange as (AE) | Omlooptijd (dagen) | Excentriciteit | Straal |
| ------- | ----- | ------------------- | ------------------ | -------------- | ------ |
| b       | —     | 0,198               | 33,04              | —              | 2,3 R⊕ |
| c       | —     | 0,303               | 62,30              | —              | 3,0 R⊕ |
| d       | —     | —                   | 20,55              | —              | 3,8 R⊕ |
| e       | —     | —                   | 3,93               | —              | 1,5 R⊕ |
| f       | —     | —                   | 9,92               | —              | 1,5 R⊕ |